# 坂間棟治

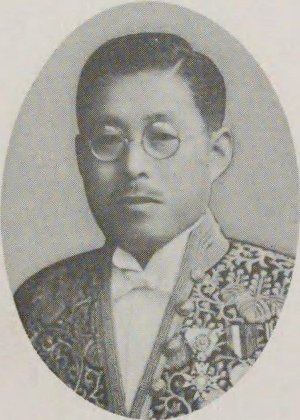
坂間棟治

坂間 棟治（さかま むねじ、1886年（明治19年）4月24日 - 1974年（昭和49年）2月17日）は、日本の内務官僚、第9代大阪市長である。高知県知事、岐阜県知事などを歴任した。

## 経歴
1886年（明治19年）4月、神奈川県に生まれる。1912年（明治45年）7月、東京帝国大学法科大学政治学科を卒業。
1913年（大正2年）、高等文官試験に合格。1914年（大正3年）岐阜県属。1917年（大正6年）、岐阜県内務部地方課長。1919年（大正8年）、大阪府内務部学務課長兼救済課長。1922年（大正11年）、富山県警察部長。1924年（大正13年）、愛媛県内務部長。その後、宮城県、香川県、広島県、兵庫県の内務部長を歴任。1931年（昭和6年）1月、大阪府内務部長に任命される。
1932年（昭和7年）3月、高知県知事。1935年（昭和10年）1月、岐阜県知事。同年6月、加々美武夫市長により、大阪市第1助役に迎えられる。1936年（昭和11年）7月10日、加々美市長が病気のため辞表提出。同年7月20日、大阪市会による市長選挙により、第9代市長に就任。1945年（昭和20年）8月23日、大阪市長を辞任。その後、公職追放となる。
市長辞任後、大阪市社会福祉協議会会長、大阪市信用金庫理事長などを務めた。
1974年（昭和49年）、逝去。

## 市長在任中
- 1937年（昭和12年）3月 大阪市立電気科学館開館、5月 御堂筋完成
- 1938年（昭和13年）4月 地下鉄難波-天王寺間開通、7月 戦時市民生活運動始まる
- 1939年（昭和14年）1月 大阪市産業報国会結成
- 1940年（昭和15年）6月 青バスを買収し市バスに統合、9月 町内会・隣組の設置
- 1941年（昭和16年）下水処理場完成
- 1943年（昭和18年）4月 分区(15区→22区）
- 1944年（昭和19年）8月 安治川河底トンネル開通、学童集団疎開開始
- 1945年（昭和20年）1月 市内初空襲、3月 第一次大阪大空襲(以後、6月、7月、8月にも空襲）

## 親族
- 孫の坂間英気が株式会社 Blue Planet-works に勤務。